# Sisowath Monipong
Sisowath Monipong (Phnom Penh, 25 agosto 1912 – Parigi, 31 agosto 1956) è stato un politico cambogiano.
È il secondo figlio del re di Cambogia Sisowath Monivong e della regina Norodom Kanviman Norleak Tevi. Ha svolto un ruolo politico determinante dopo la Seconda Guerra Mondiale.

## Biografia
Egli ha iniziato gli studi in Cambogia, prima di essere inviato in Francia, a Grasse, e quindi a Nizza, dal 1927, sotto la tutela del governatore Baudoin. Rientrato in Cambogia nel 1930, ha passato un anno nel monastero della Fondazione Reale di Vatt Botum Vaddey a Phnom Penh.
Dopo aver abbandonato l'abito monacale, il Principe riparte per la Francia ed entra a far parte dell'École spéciale militaire de Saint-Cyr-Coëtquidan. Nel 1939 entra nell'aeronautica francese e partecipa all'inizio delle operazioni belliche sino alla prima sconfitta del 1940. Dopo la morte di suo padre il re Monivong avvenuta il 23 aprile 1941, il 25 aprile dello stesso anno sale al trono suo nipote il re Norodom Sihanouk che il 2 maggio successivo gli conferisce il titolo di "Preah Ang Krom Luong" (Ispettore Generale del Regno).
Il principe Sisowath Monipong, da questo momento, partecipa attivamente alla vita politica della Cambogia. È nominato Delegato Reale alla « sanità », allo « sport » e all'« economia »; nel 1946 viene nominato Ministro dell'educazione nazionale nel governo presieduto da suo fratello maggiore, Samdech Krom Preah Sisowath Monireth. Nel maggio 1949 è Amministratore Generale del Palazzo Reale. Nel novembre dello stesso anno rappresenta il Regno di Cambogia a Parigi in occasione della firma del primo trattato franco-khmer nel quadro dell'« Union Française ». Infine, nel 1950/1951, è presidente del Consiglio dei Ministri dal 1º giugno 1950 al 3 marzo 1951.

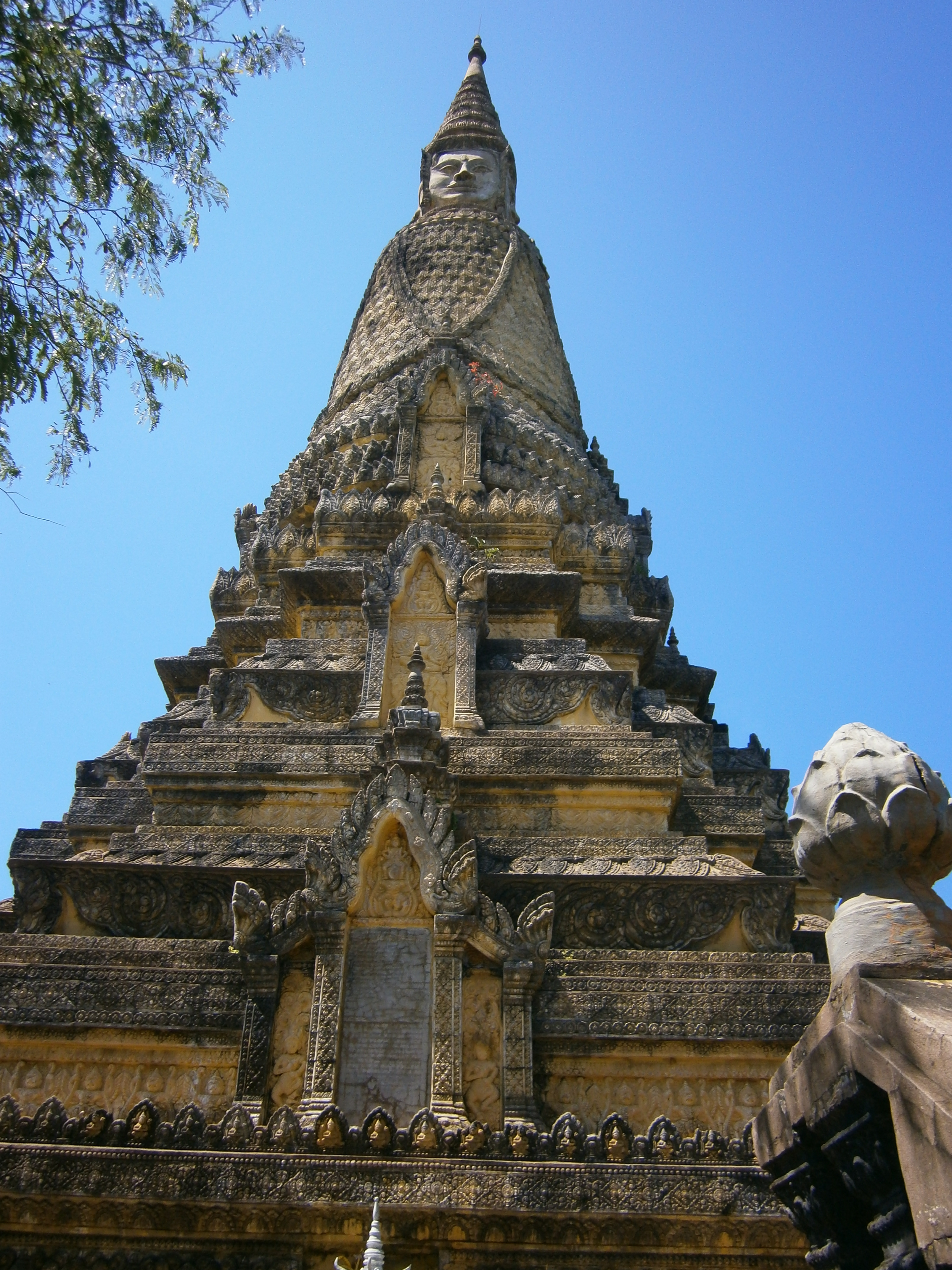
Le ceneri del principe Sisowath Monipong riposano nello stesso stupa di suo padre, il re Sisowath Monivong a Oudong.

Nel 1955, a seguito dell'abdicazione del re Norodom Sihanouk e l'ascesa al trono del re Norodom Suramarit e della regina Sisowath Kossomak Nearireth Serey Vatthana, sua sorella maggiore, il principe Sisowath Monipong è nominato Alto Commissario del Regno di Cambogia in Francia. Muore a Parigi il 31 agosto 1956 per una crisi cardiaca all'età di 44 anni. La salma, dopo essere stata benedetta da Sua Eccellenza Reverendissima Mons. Paolo Marella, creato Cardinale il 14 dicembre 1959, viene ricondotta in Cambogia dove vengono celebrati i funerali di Stato, così come da tradizione della famiglia Reale Khmer. Le sue ceneri sono state deposte da suo figlio primogenito, il principe Sisowath Samyl Monipong, nello stesso Stupa di suo padre, il re Sisowath Monivong, sulla collina sacra di Phnom Preah Reach Troap a Oudong.

## Discendenza
Il principe Sisowath Monipong ha avuto 5 spose e 13 figli:
- dalla sua unione con Neak Moneang Andrée Lambert:
  - il principe Sisowath Samyl Monipong[9] (11 aprile 1941)

- dalla sua unione con Neak Moneang Phit Sopheak Samosan Chhomya:
  - la principessa Sisowath Pongsirya (23 febbraio 1942-1975)
  - il principe Sisowath Monisisowath (20 gennaio 1943-1975)
  - la principessa Sisowath Moniringsy (6 febbraio 1944)

- dalla sua unione con Mam Duong Monirak Ous:
  - la principessa Sisowath Lysa (20 novembre 1942-1975)

- dalla sua unione con Neak Moneang Son Sunneary:
  - la principessa Sisowath Sovethvong (17 settembre 1945-1994)
  - la principessa Sisowath Pongneary (29 maggio 1947)
  - la principessa Sisowath Monisophea (1º giugno 1949-1975)
  - il principe Sisowath Duong Daravong (10 agosto 1950-1974)

- dalla sua unione con Neak Moneang Chan Sorey:
  - il principe Sisowath Reymoni (23 giugno 1952 - 1975)
  - la principessa Sisowath Siviman (8 maggio 1953 - 1975)
  - la principessa Sisowath Phuong Nara Sylvia (9 novembre 1954)
  - la principessa Sisowath Ponnirath (25 settembre 1956 - 1975)